# Samuel Roy McKelvie
Samuel Roy McKelvie (Fairfield, Clay megye, 1881. április 15. – Mesa, 1956. január 6.) amerikai politikus. Nebraska 19. kormányzója.

## Élete
1881. április 15-én született. A Nebraska Egyetemre járt és 1901-ben diplomázott le Lincoln Business College-ban. Felesége, Martha McKelvie némafilm-rovatvezető volt.

## Karrier
1902 és 1905 között McKelvie a Twentieth Century Farmer of Omaha, Nebraskában reklámokat adott el. A Nebraska Farmer szerkesztője 1905-től később 1908-ban a lap fő tulajdonosa és kiadója lett.
McKelvie először Lincoln városi tanácsának tagja volt 1908 és 1909 között. McKelvie-t ezután egy ciklusra megválasztották a nebraskai képviselőházba 1910-ben, és 1913 és 1915 között Nebraska kormányzóhelyetteseként szolgált.
McKelvie volt a republikánus kormányzójelölt 1918-ban, és legyőzte Keith Neville demokrata párti kormányzót. 1920-ban újraválasztották, az állami parkok rendszerét kezdeményezték, jóváhagyták egy új állami főváros építési terveit, átalakították az állami számviteli rendszert, és hivatali ideje alatt negyvenegy új módosítást hagytak jóvá az állam alkotmányában. 1922. április 15-én, néhány hónappal a kormányzói tisztség elhagyása előtt McKelvie segített áttörni a jelenlegi Nebraska állam fővárosát.
McKelvie lemondása után visszatért a Nebraska Farmerhez. 1936-ban és 1944-ben a Republikánus Nemzeti Konvent küldöttje volt.

## Halál és örökség
McKelvie 1956. január 6-án halt meg otthonában miután két szívrohamot kapott. A Wyuka temetőben temették el a nebraskai Lincolnban.
A Samuel R. McKelvie Nemzeti Erdőt róla nevezték el.

## Fordítás
Ez a szócikk részben vagy egészben  a   Samuel Roy McKelvie című angol Wikipédia-szócikk ezen változatának fordításán alapul.  Az eredeti cikk szerkesztőit annak laptörténete sorolja fel. Ez a jelzés csupán a megfogalmazás eredetét és a szerzői jogokat jelzi, nem szolgál a cikkben szereplő információk forrásmegjelöléseként.